# Оротрон
Оротрон — СВЧ-прибор О-типа с открытым резонатором и отражающей решеткой, генерирующий излучение в миллиметровом и субмиллиметровом диапазонах длин волн.
Авторы этого прибора Ф. С. Русин и Г.Д Богомолов. Генераторы этого типа выпускались в Харькове под названием генератор дифракционного излучения;
В Японии он также известен под названием «Электронные приборы с резонаторами Фабри-Перо» и ледатрон.
В США более известно название оротрон.

## Принцип действия
Открытый резонатор этого прибора образован двумя зеркалами - вогнутым и плоским, между которыми могут существовать высокодобротные электромагнитные колебания. На плоском зеркале нанесена замедляющая система — отражающая решетка. Период решетки меньше длины волны, поэтому при падении на неё плоской волны возникает лишь отраженная волна, а дифракционные волны не возникают. Электронный пучок двигаясь над зеркалом, взаимодействует только с продольной компонентой синхронной пространственной гармоники высокочастотного электрического поля периодической системы и при определенных условиях в открытом резонаторе устанавливаются незатухающие колебания — оротрон становится автогенератором, причем, поскольку используется открытый резонатор, прибор может работать как в миллиметровом, так и в субмиллиметровом диапазоне.

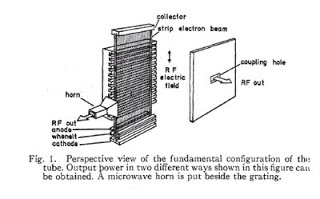
Схема прибора в трехмерной плоскости